# Miyavi
Miyavi  (雅-MIYAVI-?), pseudonimo di Takamasa Ishihara (石原 貴雅?, Ishihara Takamasa; Osaka, 14 settembre 1981), è un cantautore, musicista, produttore discografico e attore giapponese.
Ha iniziato la sua carriera nel 1999 in qualità di membro del gruppo musicale visual kei Dué le quartz. Dopo lo scioglimento del gruppo avvenuto nel 2002, ha intrapreso una carriera da solista ottenendo grande successo. Nel 2007 è diventato membro del gruppo musicale S.K.I.N. e nel 2009 ha fondato l'etichetta discografica J-glam.
Nel 2007 ha intrapreso il suo primo tour mondiale. In seguito alla nascita della sua prima figlia nel 2009, ha abbandonato i modi eccentrici e stravaganti che lo avevano contraddistinto negli anni precedenti.
È noto per la sua tecnica di fingerstyle-slapping.

## Biografia

### La scoperta della musica ed i Dué le quartz
Miyavi nasce il 14 settembre 1981 a Ōsaka, in Giappone. Miyavi è giapponese da parte di madre e coreano da parte di padre: il cognome originale dei nonni coreani è Lee, prima che (trasferitisi in Giappone) lo cambiassero in Ishihara; il vero nome di Miyavi è quindi Takamasa Ishihara (石原 貴雅?, Ishihara Takamasa), come confermato da lui stesso in diverse interviste, ed il suo nome d'arte deriva dall'ultimo kanji del suo nome, 雅, che vuol dire "eleganza" e si legge -masa quando legato ad un altro ideogramma e miyabi quand'è da solo. A 6 anni si trasferisce nella provincia di Hyogo e passa la gioventù e l'adolescenza giocando a calcio nella giovanile del Cerezo Osaka, finché dopo un incidente sul campo decide di lasciare lo sport per dedicarsi alla musica. Miyavi imbraccia quindi la chitarra alla fine delle scuole superiori deciso a sfondare come musicista, ma i primi tempi sono però piuttosto movimentati, trascorsi passando da una band all'altra.

Nel 1998, a 17 anni, Miyavi si trasferisce a Tokyo. Col suo primo pseudonimo Miyabi (雅? "eleganza"), entra nella band indie dei MINTAISHI (明太子-MINTAISHI-?), dove ricopre il ruolo di chitarrista (ma senza scrivere nessuna canzone); quando questa band dopo pochi mesi si scioglie, Miyavi passa ai Loop, che però avranno lo stesso breve destino. Nel 1999 viene invitato da Sakito e Kikasa, con cui aveva già lavorato nei MINTAISHI, ad entrare nella loro nuova band, i Dué le quartz, in sostituzione del chitarrista KEN. Il 29 giugno 1999, durante il concerto al locale CYCLONE, Miyavi compie il suo debutto ufficiale nel gruppo la formazione è composta da Sakito (come cantante), Miyavi con il nome di Miyabi (chitarra e voce death), Kikasa (basso) e KAZUKI (batteria), sotto contratto con l'etichetta indipendente PS Company. Dopo sei singoli, tre album e una raccolta, la band si scioglie nel 2002.

### 2002–2004: l'inizio della carriera da solista
Pochi mesi dopo lo scioglimento dei Dué le quartz, sempre nel 2002, Miyavi annuncia il suo ritorno sulla scena musicale come solista, e per sottolineare il cambiamento modifica il suo nome d'arte da Miyabi (雅〜みやび〜) a miyavi (雅-miyavi-): scritto in giapponese non c'è alcuna differenza, perché la "B" e la "V" si equivalgono (il cambiamento sta solo nella trascrizione con caratteri occidentali). Inizia quindi la pubblicazione di numerosi singoli e di due album per la stessa PS Company. Miyavi passa nel 2004 alla major Universal Records, a cui è però legato per la sola distribuzione dei suoi dischi. Anche nel passaggio da indie a major, il cantante decide di evidenziare l'evento con un nuovo nome, "MYV": in questo caso, però, quest'ultimo pseudonimo viene usato dall'artista solo per indicare se stesso nei crediti dei suoi CD; esattamente, Miyavi usa "MYV" per indicarsi come compositore e arrangiatore delle sue canzoni e per il lato artistico del suo lavoro, mentre "MYV Jackson" come produttore e per l'aspetto tecnico/economico. Come major, Miyavi pubblica tre album, una raccolta di singoli, un best of, un album di remix ed un re-take album (raccolta di canzoni riarrangiate) che è il sunto della sua filosofia musicale "neo visualizm". Interpreta se stesso nel film del 2004 Oresama.

### 2007–2008: il primo tour mondiale e il "neo visualizm"

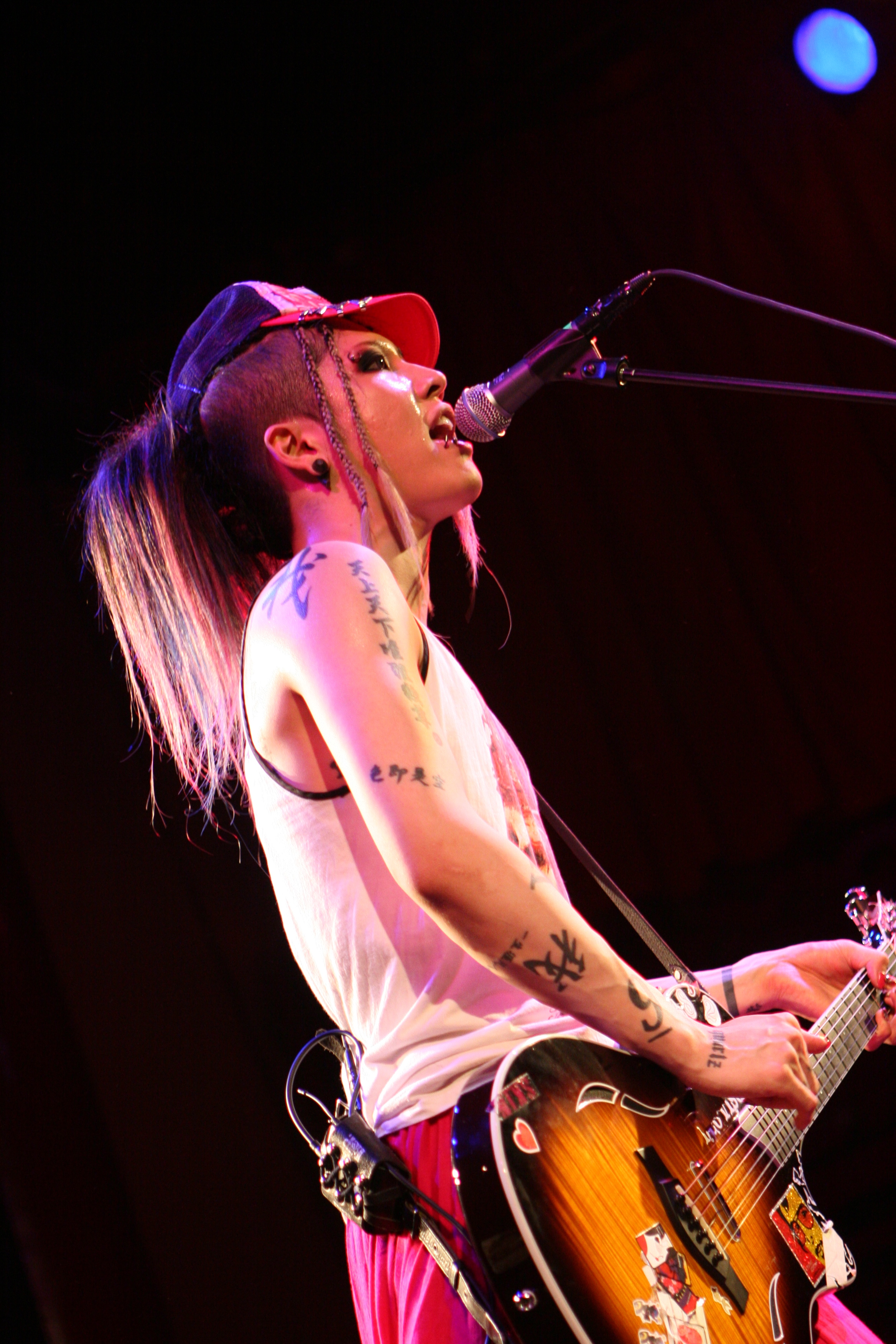
Miyavi a Barcellona nel 2008.

Nel 2007 Miyavi parte per il suo primo tour negli Stati Uniti ed in Europa e ritorna a far parte di un gruppo (senza abbandonare la produzione solista); si tratta degli S.K.I.N., un supergruppo nato da un'idea di YOSHIKI e composto da: YOSHIKI stesso (ex degli X JAPAN), Gackt (ex dei MALICE MIZER), SUGIZO (ex dei LUNA SEA) e Miyavi (che modifica di nuovo il suo nome introducendo l'iniziale maiuscola). Il debutto di questa nuova band è avvenuto il 29 giugno (lo stesso giorno dei Dué le quartz) del 2007 a Long Beach, in California, con un concerto presso la fiera dell'animazione Anime Expo.
Nel frattempo, Miyavi prosegue la sua carriera solista continuando ad incidere singoli e album con la sua nuova band di supporto, i Kavki Boiz: si tratta di sei artisti fra pittura, danza e musica dalle molteplici culture musicali con cui porta avanti il suo concetto di nuovo visual, o (secondo la sua stessa definizione) "neo visualizm".

### 2009–2010: la fondazione della J-glam ed il secondo tour mondiale
Il 16 febbraio 2009 scrive sul suo blog che, dopo attenta riflessione e non senza tristezza, ha deciso di lasciare la sua etichetta storica PS Company per affrontare altre strade. La decisione nasce come l'ultimo passo di un lento processo di internazionalizzazione del cantante che, dopo aver debuttato nel 1999 con l'etichetta discografica indipendente, si è affidato per la distribuzione alla major Universal nel 2004 e dopo molti tour all'estero ha deciso di tentare la strada del mercato occidentale. Il 14 marzo successivo annuncia che ha intenzione di proseguire la propria carriera come manager di sé stesso fondando una sua propria etichetta discografica, a cui darà nome J-glam.
Il 1º giugno Miyavi apre il suo fanclub ufficiale mondiale C.W.I.F. ("Co-miyavi Worldwide International Family") e per l'occasione pubblica la sua nuova canzone Super Hero attraverso la sua pagina MySpace ufficiale. Dopo aver festeggiato il suo ventottesimo compleanno con un concerto in Giappone, il 19 settembre 2009 inizia il secondo tour mondiale intitolato NEO TOKYO SAMURAI BLACK, che comprende molti paesi in Europa (tra cui anche l'Italia per la prima volta), in Sud America ed in Asia. Durante il tour Miyavi ha confermato in un'intervista di star lavorando ad un nuovo album.
Nel concerto del 29 dicembre 2009 riservato ai membri del fanclub, Miyavi annuncia di aver firmato un contratto con la major EMI con cui distribuirà i suoi prossimi lavori, tra cui il nuovo live DVD NEO TOKYO SAMURAI BLACK WORLD TOUR VOL.1 insieme alla nuova canzone SURVIVE in uscita mondiale su iTunes e il 24 marzo 2010 contenuta nel DVD; anche stavolta sottolinea il cambio di etichetta modificando la grafia del nome che passa dal tutto minuscolo "miyavi" al tutto maiuscolo "MIYAVI". Dal 28 marzo parte il NEO TOKYO SAMURAI BLACK -Japan Circuit- che termina a fine maggio mentre il -North American Leg- il 4 luglio. Ad agosto parte il tour giapponese Screaming out from TOKYO per poi pubblicare il 15 settembre un nuovo singolo e il 13 ottobre l'album What's My Name?

### Vita privata
Il 14 marzo 2009 Miyavi si sposa con la cantautrice Melody. Il 29 luglio 2009 nasce la loro prima figlia, che chiamano Lovelie (愛理? "ragione d'amore"). Per dedicarsi alla vita familiare, Melody abbandona la carriera musicale, ed il 21 ottobre dell'anno successivo dà alla luce una seconda figlia di nome Jewelie (希理? "ragione di speranza").

## Stile

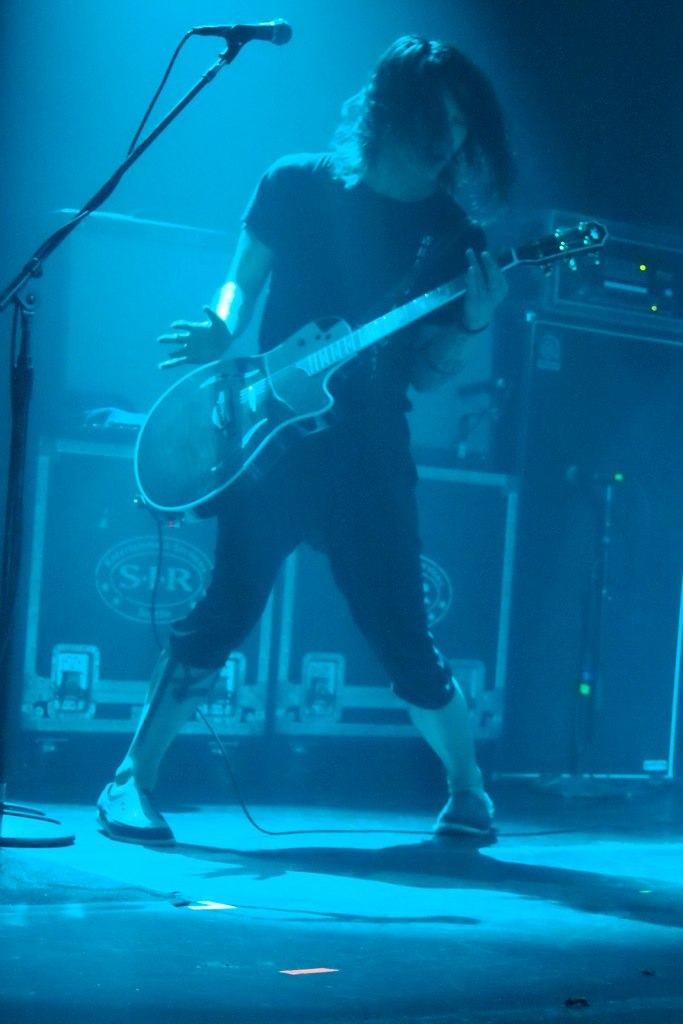
Miyavi in concerto all'Irving Plaza di New York il 31 ottobre 2011.

### Musica
Il genere musicale di Miyavi è vario e difficilmente identificabile con precisione, spazia dall'hard rock al pop, dalle melodie spagnoleggianti alla musica tradizionale giapponese, dal blues al country, dal visual kei al boogie. Miyavi, sotto la sigla di MYV, scrive, compone, arrangia e produce da solo tutta la sua musica; non sono interamente sue le canzoni Yappari megumi ga suki (contenuta nel singolo Señor Señora Señorita, testo di Miyavi e musica a quattro mani con Naoki Yoshida) e Sakihokoru hana no you ni -Neo Visualizm- (contenuta nell'omonimo singolo e scritta col beat boxer TYKO). La maggior parte dei suoi brani sono una riuscita fusione di musica elettronica, melodia ed ironia, che i giapponesi chiamano koi kei x: koi (恋?) sta per sentimento o amore, kei (系?) per stile, e la "x" rappresenta la contaminazione, la "speziatura" piccante e divertente che rende vivace un brano romantico. L'esempio più tipico è Jingle Bell (Kari), un brano dal testo natalizio suonato con pesanti chitarre elettriche e cantato con brio che rispetta la sequenza beatlesiana strofa/ritornello/strofa/ritornello/strumentale/ritornello. Più raramente Miyavi introduce nelle sue canzoni il bridge fra la strofa ed il ritornello.
A partire dal 2005 il cantante si fa portatore del cosiddetto "neo visualizm", neologismo inventato dal cantante stesso per inaugurare il suo nuovo percorso artistico: secondo la sua idea, il visual classico deve affrancarsi dall'essere solo moda ed immagine, come è sempre stato, e dedicarsi più effettivamente alla parte melodica e musicale; in concreto, l'intenzione è di parificare l'importanza di musica ed immagine. Proseguendo l'eredità del visual kei storico, Miyavi inizia ad immettere nel genere elementi colti dalle culture musicali più varie, dal latino al melodico al rap al Motown, e soprattutto la musica tradizionale giapponese. Anche il look viene rivisto, con grande abbondanza di colori, ed un atteggiamento e modo di porsi in pubblico tendenzialmente espansivo, contrapposto a quello solitamente più tetro o drammatico del visual più ortodosso.

### Aspetto
Il look di Miyavi è estremamente eterogeneo e variegato, non rifiutando nessun tipo di stile o contaminazione e sfociando spesso in volontarie contraddizioni: accantonato il BDSM che caratterizzava i suoi anni nei Dué le quartz, il cantante è famoso per la costante modificazione della sua immagine con vari tagli e colori di capelli, abiti di ogni tipo. Miyavi lavora anche come modello per abiti sia maschili sia femminili, e gioca col cross-over continuo di musica ed abiti indossando insieme kimono e jeans, tute da jogging e stivaletti sanitari in lana merino, costumi da Babbo Natale e da clown, pigiami, gonne, scarpe spaiate, due o tre cappellini da baseball uno sull'altro, smoking e sciarpe rosa.

## Rapporto con i fan
I fan di Miyavi sono detti Co-miyavi, battezzati così dal cantante stesso: è un gioco di parole fra il "co-" inteso in senso semantico di "insieme, collaborazione", ed il giapponese ko (子?), che vuol dire "piccolo, bambino"; Co-miyavi può quindi significare sia "insieme a Miyavi" sia "miyavini".

## I nomi
Miyavi nella sua carriera ha cambiato identità più volte, sia a livello musicale sia come nome. Si tratta di una pratica del tutto comune in Giappone e che deriva dall'uso di cambiare il proprio pseudonimo in base ad un cambio di contesto lavorativo, sentimentale o sociale come usavano fare i maestri stampatori ukiyo-e: lo stesso Hokusai, il più famoso degli incisori giapponesi del XIX secolo, cambiò più volte il suo pseudonimo.
Miyabi (雅〜みやび〜) è lo pseudonimo che ha adottato dal 2000 al 2002 durante la sua permanenza in vari gruppi indie, fra cui i Dué le quartz, ma in occasione del passaggio alla carriera solista ha modificato il suo nome da 雅〜みやび〜 (Miyabi) a 雅-miyavi- (miyavi); scritto in giapponese non c'è alcuna differenza, perché la B e la V si equivalgono (il cambiamento sta solo nella trascrizione con caratteri occidentali).
- Vero nome: Takamasa Ishihara (石原貴雅?)[20]
- Nickname: 382 (in giapponese si leggono mi, ya e bi)
- Nei Dué le quartz: Miyabi (雅〜みやび〜?)
- Solista: miyavi (雅-miyavi-?) fino al 31/12/2009, MIYAVI (雅-MIYAVI-?) dal 01/01/2010[21]
- Come autore: MYV
- Come produttore: MYV Jackson[22]
- Negli S.K.I.N.: Miyavi

## Opere
Le specifiche sono indicate fra parentesi "()", le note dopo il punto e virgola ";".

### Discografia

#### Album

##### Periodo indie
- 31 ottobre 2002 - gagaku (【雅楽】-gagaku-?)
- 2 dicembre 2003 - galyuu (【雅-galyuu-流】?)

##### Periodo major
- 1º giugno 2005 - miyavizm (【雅-miyavizm-主義】?)
- 13 settembre 2006 - miyaviuta ~Dokusou~ (【雅-みやびうた-歌】〜独奏〜?)
- 19 marzo 2008 - THIS IZ THE JAPANESE KABUKI ROCK (雅-THIS IZ THE JAPANESE KABUKI ROCK-?)
  - 27 giugno 2008 - AZN PRIDE -THIS IZ THE JAPANESE KABUKI ROCK- (versione per il mercato asiatico)
  - 27 agosto 2008 - AZN PRIDE -THIS IZ THE JAPANESE KABUKI ROCK- (versione per il mercato giapponese)
- 13 ottobre 2010 - What's My Name?
- 16 giugno 2013 - Miyavi
- 15 aprile 2015 - The Others
- 31 agosto 2016 - Fire Bird
- 8 novembre 2017 - Samurai Sessions, Vol. 2
- 5 dicembre 2018 - Samurai Sessions, Vol. 3: Worlds Collide
- 24 luglio 2019 - No Sleep Till Tokyo
- 22 aprile 2020 - Holy Nights
- 15 settembre 2021 - Imaginary

#### Raccolte e remix
- 2 agosto 2006 - MYV☆POPS (【MYV☆POPS】?) (raccolta di singoli + tre inediti)
- 18 luglio 2007 - 7 SAMURAI SESSIONS -We're KAVKI BOIZ- (7 SAMURAI SESSIONS -We're KAVKI BOIZ-?) (re-take mini album)
- 24 dicembre 2008 - Room No. 382 (【Room No.382】?) (remix album realizzato da TeddyLoid)
- 22 aprile 2009 - VICTORY ROAD TO THE KING OF NEO VISUAL ROCK (VICTORY ROAD TO THE KING OF NEO VISUAL ROCK?) (raccolta di singoli del periodo major)
- 24 marzo 2010 - FAN'S BEST (FAN'S BEST?) (best album con canzoni selezionate dai fans)

#### Singoli

##### Periodo indie
- 30 novembre 2002 - Shindemo Boogie-Woogie (死んでもBoogie-Woogie?)

1. Shindemo Boogie-Woogie (死んでもBoogie-Woogie?)
2. Shōkyo to sakujo (消去と削除?)

- 30 novembre 2002 - POP is dead (POP is dead?)

1. POP is dead (POP is dead?)
2. Yameteyo shite sawaranaide (ヤメテヨシテサワラナイデ?)

- 18 dicembre 2002 - Jingle Bell (kari)
- 16 aprile 2003 - Jibun kakumei -2003- (自分革命-2003-?)

1. Jibun kakumei -2003- (自分革命-2003-?)
2. Eccentric otona yamai (エキセントリック大人病?)
3. Sungee maemukina uta 2 (すんげー前向きな唄 2?)

- 25 giugno 2003 - Tariraritarara♪ (タリラリタララ♪?)

1. Tariraritarara ♪ (タリラリタララ♪?)
2. Shindemo Boogie-Woogie (utaya ver.) (死んでもBoogie-Woogie (唄ヤver.)?); live
3. POP is dead (gekiya ver.) (POP is dead (激ヤver.)?); live

- 3 settembre 2003 - Coo quack cluck -Ku･ku･ru- (Coo quack cluck -ク･ク･ル-?)

1. Coo quack cluck -Ku･ku･ru- (Coo quack cluck-ク･ク･ル-?)
2. Komoriuta Ken Love Song (子守唄 兼 ラヴソング?)
3. Merry kanshimimasu death ~Fuyu, Trauma, zekkyō, gyakugire~ (メリー苦しみマスdeath～冬、トラウマ、絶叫、逆ギレ～?)

- 23 giugno 2004 - Ashita, genki ni naare. (あしタ、元気ニなぁレ。?)

1. Ashita, genki ni naare. (あしタ、元気ニなぁレ。?)
2. Fuminshō no nemuri hime (不眠症の眠り姫?)
3. Itoshii hito (Beta de suman.) (愛しい人(ベタですまん。)?)

##### Periodo major
- 20 ottobre 2004 - Rock no gyakushū -Superstar no jōken-/21 seikigata kōshinkyoku (ロックの逆襲-スーパースターの条件-/21世紀型行進曲?, Rokku no gyakushū -Supāsutā no jōken-/21 seikigata kōshinkyoku); tre versioni: le prime due special edition con DVD, la terza normal edition solo CD

1. Rock no gyakushū -Superstar no jōken- (ロックの逆襲-スーパースターの条件-?)
2. 21 seikigata kōshinkyoku (21世紀型行進曲?)

- 4 maggio 2005 - Freedom Fighters -Ice cream motta hadashi no megami to, kikanjū motta hadaka no ōsama-
- 12 ottobre 2005 - Kekkonshiki no uta/Are you ready to ROCK?
- 18 gennaio 2006 - Señor Señora Señorita/Gigpig Boogie (セニョール セニョーラ セニョリータ/Gigpigブギ?, Senyōru Senyōra Senyorīta/Gigpig Bugi); tre versioni: la prima special box con DVD e nacchere personalizzate, la seconda special edition con DVD, la terza normal edition solo CD

1. Señor Señora Señorita
2. Gigpig Boogie
3. Señor Señora Señorita ~Dokusō~ (brano presente solo nella prima versione con DVD)
4. Gigpig Boogie ~Dokusō~ (brano presente solo nella seconda versione con DVD)
5. Yappari megumi ga suki (brano presente solo nella normal edition)

- 12 aprile 2006 - Dear my friend/Itoshī hito (Dear my friend/愛しい人?); tre versioni: le prime due special edition con DVD, la terza normal edition solo CD

1. Dear my friend -Tegami wo kakuyo-
2. Itoshii hito (Beta de suman.) -2006 ver.-
3. Dear my friend -Tegami wo kakuyo- ~Dokusō~ (brano presente solo nella prima versione con DVD)
4. Itoshii hito (Beta de suman.) -2006 ver.- ~Dokusō~ (brano presente solo nella seconda versione con DVD)
5. Kimi ni funky monkey vibration (brano presente solo nella normal edition)

- 5 luglio 2006 - Kimi ni negai wo (君に願いを?)

1. Kimi ni negai wo

- 20 giugno 2007 - Sakihokoru hana no yō ni -Neo Visualizm-/Kabuki Danshi (咲き誇る華の様に−Neo Visualizm-/歌舞伎男子?); tre versioni: le prime due special edition con DVD, la terza normal edition solo CD

1. Sakihokoru hana no yō ni -Neo Visualizm-
2. Kabuki danshi
3. Ashita, tenki ni naare ~Dokusō JAM session ver.~ (brano presente solo nella prima versione con DVD)
4. Coo quack cluck -Ku･ku･ru- ~Dokusō JAM session ver.~ (brano presente solo nella seconda versione con DVD)
5. Mamagoto (ex: Shōkyo to sakujo) ~Dokusō JAM session ver.~ (brano presente solo nella normal edition)

- 14 novembre 2007 - Subarashiki kana, kono sekai -WHAT A WONDERFUL WORLD- (素晴らしきかな、この世界-WHAT A WONDERFUL WORLD-?); tre versioni: la prima special edition con DVD e libro fotografico, la seconda special edition con DVD, la terza normal edition solo CD

1. Subarashiki kana, kono sekai -WHAT A WONDERFUL WORLD-
2. 2 be wiz U
3. Mata yume de aimashō (brano presente solo nella normal edition)

- 16 gennaio 2008 - Hi no hikari sae todokanai kono basho de feat. SUGIZO (陽の光さえ届かないこの場所で feat. SUGIZO?); guest star: Sugizo; due versioni: la prima special edition con DVD, la seconda normal edition solo CD

1. Hi no hikari sae todokanai kono basho de feat. SUGIZO
2. My name iz Oresama.com
3. Hi no hikari sae todokanai kono basho de feat. SUGIZO (Instrumental) (brano presente solo nella normal edition)

- 1º giugno 2009 - Super Hero (Super Hero?); brano pubblicato solo sul MySpace ufficiale

1. Super Hero

- 24 marzo 2010 - SURVIVE (SURVIVE?); brano pubblicato nel world tour documentary dvd NEO TOKYO SAMURAI BLACK VOL.1 e su iTunes

1. SURVIVE

- 15 settembre 2010 - TORTURE (TORTURE?);

1. TORTURE
2. S.M.F.B (brano presente solo nella normal edition)
3. REVENGE (brano presente solo nella special edition)

A ottobre del 2018 ha collaborato con il gruppo musicale psy-trance israeliano nella realizzazione dell'album "Head of NASA and the 2 Amish Boys"
- Maggio 2024 - RUNNING IN MY HEAD (RUNNING IN MY HEAD?)
  1. RUNNING IN MY HEAD

### Videografia

#### Raccolte di videoclip
- 21 agosto 2004 - Hitorigei (一人芸?) (DVD con tutti i PV realizzati fino alla data d'uscita)

1. Girls, be ambitious
2. POP is dead
3. Shindemo Boogie-Woogie
4. Jibun kakumei -2003-
5. Coo quack cluck -Ku･ku･ru-
6. Joushō kaidō
7. Ashita, genki ni naare.
8. POP is dead (off shot version)
9. Shindemo Boogie-Woogie (off shot version)

- 7 dicembre 2005 - Hitorigei 2 (一人芸2?) (DVD con tutti i PV realizzati dopo Hitorigei fino alla data d'uscita)

1. Rock no gyakushū -Superstar no jōken-
2. 21 seikigata kōshinkyoku
3. Freedom Fighters -Ice cream motta hadashi no megami to, kikanjū motta hadaka no ōsama-
4. Shōri no V-ROCK!!
5. Kekkonshiki no uta
6. Are you ready to ROCK?

- 17 gennaio 2007 - Hitorigei 3 (一人芸3?) (DVD con tutti i PV realizzati dopo Hitorigei 2 fino alla data d'uscita)

1. Kekkonshiki no uta
2. Are you ready to ROCK?
3. Señor Señora Señorita
4. Gigpig Boogie
5. Dear my friend
6. Itoshii hito (Beta de suman.) -2006 ver.-
7. Kimi ni negai wo

- 22 aprile 2009 - VICTORY ROAD TO THE KING OF NEO VISUAL ROCK (VICTORY ROAD TO THE KING OF NEO VISUAL ROCK?) (DVD con tutti i PV del periodo major)

#### Live
- 23 luglio 2003 - Gekokujō

1. Girls, be ambitious (apertura)
2. Coin Rockers Baby
3. Oresama shikō
4. Hatachi kinenbi
5. Gariben Rock
6. Jibun kakumei -2003-
7. Jingle Bell (Kari)
8. Shōkyo to sakujo
9. Ashita, tenki ni naare.
10. POP is dead
11. Shindemo Boogie-Woogie
12. Assolo di chitarra
13. Eccentric otona yamai
14. Girls, be ambitious (chiusura)

- 1º dicembre 2004 - Indies Last LIVE in Nihon Budokan (tte sono mama yanke.) ~「This is ōdō」hen (雅-miyavi-インディーズ・ラスト LIVE in 日本武道館（ってそのままやんけ。）～「This is 王道」編)
- 12 gennaio 2005 - Indies Last LIVE in Nihon Budokan (Title nagai na, shikashi!!) ~「Noriko no ichi nichi」hen (雅-miyavi-インディーズ・ラスト LIVE in 日本武道館（タイトル長いな、しかし！！）～「のり子の一日」編); documentario dell'Indies Last LIVE in Nihon Budokan (tte sono mama yanke.) ~「This is ōdō」hen
- 2 maggio 2007 - 25 shunen kinen koen Tokyo geijutsu gekijo 5 Days ~Dokusō~ (25周年記念公演･東京芸術劇場5days～独奏～)
- 7 maggio 2008- The Beginning of Neo Visualizm Tour 2007
- 7 maggio 2008 - Official Bootleg Live at Shinkiba Coast
- 24 dicembre 2008 - THIS IZ THE ORIGINAL SAMURAI STYLE
- 5 aprile 2009 - Peace&Smile Carnival 2009
- 24 marzo 2010 - NEO TOKYO SAMURAI BLACK WORLD TOUR VOL.1

#### Film
- 25 febbraio 2004 - Oresama (uscito solo per il mercato dell'home video in DVD; girato nel 2003 da Hiroyuki Kondō)

## Filmografia

### Attore
- Unbroken, regia di Angelina Jolie (2014)
- Kong: Skull Island, regia di Jordan Roberts (2017)
- Bleach, regia di Shinsuke Sato (2018)
- Maleficent - Signora del male (Maleficent: Mistress of Evil), regia di Joachim Rønning (2019)
- Kate, regia di Cedric Nicolas-Troyan (2020)

### Doppiatore
- Arcane – serie animata, 3 episodi (2021)
- Bright: Samurai Soul, regia di Kyōhei Ishiguro (2021)

## Doppiatori italiani
Nelle versioni in italiano dei suoi film, Miyavi è stato doppiato da:
- David Chevalier in Unbroken, Kate
- Francesco De Francesco in Bleach

Da doppiatore è stato sostituito da:
- Alberto Bognanni in Arcane

## Curiosità
- Tutti gli album indie di MIYAVI presentano auto-cover, cioè riarrangiamenti di suoi vecchi pezzi scritti mentre militava nei Dué le quartz.
- Il primo gruppo di supporto di MIYAVI si chiamava Ishihara Gundan, ed era composto da due chitarristi, un bassista ed un batterista. Attualmente[non chiaro] invece MIYAVI si fa accompagnare dall'eterogeneo gruppo dei KAVKI BOIZ: il loro nome proviene dalla storpiatura dall'espressione Kabuki Boys (ragazzi del Kabuki).
- MIYAVI è del segno zodiacale della Vergine, ma ha dichiarato che in un passato apparteneva al segno del Pegaso[23].
- Il gruppo sanguigno di MIYAVI è AB (anche se in un'intervista ha ironicamente dichiarato di appartenere al gruppo ABC)[23].

### Photobook
- 19 settembre 2003 - Wagahai (わがはい?, Wagahai)
- 19 ottobre 2004 - Gakincho (ガキんちょ?, Gakincho)
- 7 settembre 2006 - JE VOUS SOUHAITE UN BON ANNIVERSAIRE (JE VOUS SOUHAITE UN BON ANNIVERSAIRE?)

### Spartiti
- 17 settembre 2005 - miyavizm (雅-miyavizm-主義?)
- 30 ottobre 2006 - MYV☆POPS (MYV☆POPS?)
- 30 ottobre 2006 - Miyaviuta ~Dokusō~ (雅-みやびうた-歌 ～独奏～?)
- 30 maggio 2008 - THIS IZ THE JAPANESE KABUKI ROCK (雅 -THIS IZ THE JAPANESE KABUKI ROCK-?)